# Регистратор доменных имён
Регистратор доме́нных имён — организация, уполномоченная создавать (регистрировать) новые доменные имена и продлевать срок действия уже существующих доменных имён в домене, для которого установлена обязательная регистрация. Таковыми доменами являются:
- домен нулевого уровня (корневой домен);
- все домены верхнего уровня (первого уровня);
- некоторые домены второго уровня (например, com.ru или co.uk).

Во всех прочих доменах для создания субдоменов специальных полномочий не требуется.

## Разновидности регистраторов
Функции регистратора доменов первого уровня (доменов вроде .com, .ru, .de, .org и т. д.) выполняет организация ICANN. Часто функции регистратора доменов первого уровня выполняет владелец или администратор корневого домена. Владельцем корневого домена может быть государство, негосударственное (в т. ч. международное) сообщество или даже физическое лицо. Но нередко государство-владелец или международная организация-владелец конкретного корневого домена в лице своего профильного органа выполняет функции координатора и лицензиара регистрации доменов, в то время как непосредственно регистрацию доменов в этом корневом осуществляют уполномоченные (лицензированные, аккредитованные) данным органом-координатором регистраторы.
Естественно, в таких корневых доменах регистратор не единственный. При наличии нескольких регистраторов все они должны использовать единую (централизованную или распределённую) базу данных для исключения конфликтов и обеспечения уникальности доменного имени. Например, в домене .ru все регистраторы доменов используют единую базу данных доменов в корневом домене .ru. Для того, чтобы стать регистратором доменов в зонах .com .net .org .biz .info .name .mobi .asia .aero .tel .travel .jobs, необходимо получить аккредитацию ICANN.

## Особенности регистрации доменов в разных корневых доменах
В России с 4 декабря 1993 года до 1 июня 2001 года регистратор доменов в домене .ru был единственный, им являлся Российский научно-исследовательский Институт развития общественных сетей (РОСНИИРОС). После указанной даты регистраторов стало несколько (по состоянию на начало 2015 года — 31 регистратор), все они используют централизованную базу данных доменных имён. Единые правила для всех регистраторов в доменах .ru, и .рф задаются Координационным центром национального домена сети Интернет.
Во многих случаях регистратор доменных имён прямо или косвенно контролируется государством. Например, регистратором домена .mil является подразделение Министерства обороны США (Defense Information Systems Agency), а создание российского Координационного центра национального домена курировало Министерство связи РФ.
Регистрация и продление регистрации домена осуществляется в разных доменах на разных условиях — от бесплатной до весьма дорого́й (до 10 тыс. долларов). Как правило, финансовые условия одинаковые для всех владельцев (администраторов) поддоменов в рамках одного домена.
Правила регистрации в международных (gTLD) доменах устанавливаются ICANN. Правила регистрации в национальных (ccTLD) доменах устанавливаются их регистраторами и/или органами власти соответствующих стран. Эти правила могут быть разными, порой в них встречаются довольно своеобразные требования к владельцам доменов или условия владения доменом.
Технические функции регистратора доменов состоят в поддержании базы данных зарегистрированных доменов, предоставлении всем желающим доступа к этой базе по протоколу whois, а также в поддержании DNS-сервера (серверов) соответствующей зоны с NS-записями для всех зарегистрированных доменов. Поддержание других типов записей для зарегистрированных доменов, а также любых записей для их поддоменов не входит в функции регистратора — это отдельная услуга, которую обычно оказывают иные компании, чаще всего интернет-провайдеры.
В ранние времена регистраторы доменных имён иногда принимали на себя функции по разрешению споров, связанных с доменными именами. Ныне почти все регистраторы такие споры рассматривать отказываются, отсылая сто́роны к судебным органам или специализированным арбитражным органам (для UDRP). Сами регистраторы лишь исполняют судебные решения и выступают в суде в качестве эксперта или третьего лица.
В связи со скандалом, связанным с действиями крупного регистратора RU-CENTER при регистрации доменов .рф, Координационным центром была создана комиссия по спорным вопросам, связанным с аккредитацией, которая рассмотрела действия компании. 1 ноября 2011 года Арбитражный суд Москвы отменил решение ФАС, которая летом 2011 года признала RU-CENTER виновной в нарушении законодательства о защите конкуренции при старте регистрации доменов .рф. В результате дальнейших разбирательств в 2013 г. RU-CENTER всё-таки был признан виновным в махинациях и перечислил более 239 миллионов рублей в бюджет в качестве штрафа.